# Seuthessus pustulatus
Seuthessus pustulatus is een hooiwagen uit de familie Assamiidae.